# Seth Green
Seth Green (Philadelphia, Pennsylvania, 1974. február 8. –) háromszoros Primetime Emmy-díjas amerikai színész, komikus, szinkronszínész és producer.

## Filmes szerepei
A Family Guy című amerikai népszerű sorozatban többek között Chris Griffin szinkronszerepét alakítja. Valamint ugyanebben a visszatérő szereplő Csirke szerepéért Emmy-díjat is nyert. A klónok háborúja c. animációs sorozatban is közreműködött, ahol Todo 360 (Cad Bane segédrobotjának) szinkronszínésze is volt. Ugyanőt játszotta el a Star Wars: The Bad Batch-ben. Szerepelt a Scooby-Doo 2. – Szörnyek póráz nélkül-ben, amelyben Patrickot alakította.
A színész legismertebb szerepe a videojátékok kategóriájában Joker, egy különleges betegségben szenvedő, tehetséges pilóta szerepe a Mass Effect játéktrilógiában.
Főszereplő gyermekszínésze volt az 1987-ben bemutatott A rádió aranykora című Woody Allen-filmnek.

## Filmográfia

### Film
| Év   | Magyar cím                                   | Eredeti cím                                 | Szerep                      | Magyar hang      |
| ---- | -------------------------------------------- | ------------------------------------------- | --------------------------- | ---------------- |
| 1984 |                                              | Billions for Boris                          | Benjamin "Ape-Face" Andrews |                  |
| 1984 |                                              | The Hotel New Hampshire                     | "Egg" Berry                 |                  |
| 1986 | Vigyázz, hogy mit kívánsz                    | Willy/Milly                                 | Malcolm                     |                  |
| 1987 | A rádió aranykora                            | Radio Days                                  | Joe                         | Alapi Gergely    |
| 1987 | Bérbarátnő álomáron                          | Can't Buy Me Love                           | Chuckie Miller              | Előd Álmos       |
| 1988 | A nagy üzlet                                 | Big Business                                | Jason                       | Molnár Levente   |
| 1988 | Marslakó a mostohám                          | My Stepmother Is an Alien                   | Fred Glass                  | Minárovits Péter |
| 1990 |                                              | Missing Parents                             | Leo                         |                  |
| 1990 | Adj rá kakaót!                               | Pump Up the Volume                          | Joey                        |                  |
| 1991 |                                              | Our Shining Moment                          | Wheels                      |                  |
| 1992 | A dupla nullás kölyök                        | The Double 0 Kid                            | Chip                        |                  |
| 1992 | Buffy, a vámpírok réme                       | Buffy the Vampire Slayer                    | Daniel "Oz" Osbourne        |                  |
| 1993 | Mutánsok                                     | Ticks                                       | Tyler Burns                 | Minárovits Péter |
| 1993 | Halálos játék                                | Arcade                                      | Stilts                      | Bartucz Attila   |
| 1993 | Dobd fel magad!                              | Airborne                                    | Wiley                       |                  |
| 1993 | Szülő kerestetik                             | The Day My Parents Ran Away                 | Leo                         | Bartucz Attila   |
| 1995 | Feljegyzések a holtak házából                | Notes from Underground                      | Punk szomszéd               |                  |
| 1995 | Fekete Amerika                               | White Man's Burden                          | gyerek a hot dog standnál   |                  |
| 1996 | Feleségemnek, 37. születésnapjára            | To Gillian on Her 37th Birthday             | Danny Green                 | Markovics Tamás  |
| 1997 |                                              | Boys Life 2                                 | homofób                     |                  |
| 1997 | Szőr Austin Powers: Őfelsége titkolt ügynöke | Austin Powers: International Man of Mystery | Scott Genya                 | Seszták Szabolcs |
| 1999 | Buli az élet                                 | Can't Hardly Wait                           | Kenny Fisher                | Fekete Zoltán    |
| 1999 | A közellenség                                | Enemy of the State                          | Selby                       | Rácz Attila      |
| 1999 | A közellenség                                | Enemy of the State                          | Selby                       | Seszták Szabolcs |
| 1999 | Kéz-őrület                                   | Idle Hands                                  | Mick                        | Hamvas Dániel    |
| 1999 |                                              | Stonebrook                                  | Cornelius                   |                  |
| 1999 | KicsiKÉM – Austin Powers 2.                  | Austin Powers: The Spy Who Shagged Me       | Scott Genya                 | Seszták Szabolcs |
| 2001 |                                              | Rock Star 101                               | Le'Von                      |                  |
| 2001 | A trombitás hattyú                           | The Trumpet of the Swan                     | Boyd (hangja)               | Gacsal Ádám      |
| 2001 |                                              | The Attic Expeditions                       | Douglas                     |                  |
| 2001 | Josie és a vadmacskák                        | Josie and the Pussycats                     | Travis                      |                  |
| 2001 | Amerika kedvencei                            | America's Sweethearts                       | Danny Wax                   | Bartucz Attila   |
| 2001 | Üldözési mánia                               | Rat Race                                    | Duane Cody                  | Fekete Zoltán    |
| 2001 | A keménykötésűek                             | Knockaround Guys                            | Johnny Marbles              | Seszták Szabolcs |
| 2002 | Austin Powers – Aranyszerszám                | Austin Powers 3.                            | Scott Genya                 | Seszták Szabolcs |
| 2003 | Party szörnyek                               | Party Monster                               | James St. James             | Seszták Szabolcs |
| 2003 | Az olasz meló                                | The Italian Job                             | Lyle / "Napster"            | Görög László     |
| 2004 | Scooby-Doo 2. – Szörnyek póráz nélkül        | Scooby-Doo 2: Monsters Unleashed            | Patrick Wisely              | Lippai László    |
| 2004 | Sodró lendület                               | Without a Paddle                            | Dan Mott                    | Seszták Szabolcs |
| 2005 | Csak lazán!                                  | Be Cool                                     | Shotgun                     |                  |
| 2005 |                                              | Stewie Griffin: The Untold Story            | Chris Griffin (hangja)      |                  |
| 2005 | Pasik, London, Szerelem                      | The Best Man                                | Murray                      |                  |
| 2006 |                                              | Electric Apricot: Quest for Festeroo        | Jonah "a tapétás fickó"     |                  |
| 2006 | TV játék                                     | The TV Set                                  | Slut Wars házigazda         |                  |
| 2008 | Szextúra                                     | Sex Drive                                   | Ezekiel                     | Seszták Szabolcs |
| 2009 | Vén csontok                                  | Old Dogs                                    | Craig White                 | Seszták Szabolcs |
| 2010 | Vasember 2.                                  | Iron Man 2                                  | Expo rajongó                |                  |
| 2011 | Anyát a Marsra                               | Mars Needs Moms                             | Milo (hangja)               | Ducsai Ábel      |
| 2011 | Luke története                               | The Story of Luke                           | Zack                        | Csőre Gábor      |
| 2013 |                                              | Sexy Evil Genius                            | Zachary Newman              |                  |
| 2013 |                                              | Dear Mr. Watterson                          | önmaga                      |                  |
| 2013 |                                              | I Know That Voice                           | önmaga                      |                  |
| 2014 | A galaxis őrzői                              | Guardians of the Galaxy                     | Howard, a kacsa (hangja)    | Kassai Károly    |
| 2014 |                                              | The Identical                               | Dino                        |                  |
| 2014 | Sam – Kismadár nagy kalandja                 | Yellowbird                                  | Sam (hangja)                | Szabó Máté       |
| 2014 | Sam – Kismadár nagy kalandja                 | Yellowbird                                  | Sam (hangja)                | Czető Roland     |
| 2015 |                                              | Wrestling Isn't Wrestling                   | DX rajongó                  |                  |
| 2015 | Krampusz                                     | Krampus                                     | Lumpy (hangja)              |                  |
| 2016 |                                              | Holidays                                    | Pete Gunderson              |                  |
| 2017 | A galaxis őrzői vol. 2.                      | Guardians of the Galaxy Vol. 2              | Howard, a kacsa (hangja)    | Kassai Károly    |
| 2017 | Lego Batman – A film                         | The Lego Batman Movie                       | King Kong (hangja)          | Varga Gábor      |
| 2018 | Egy hiábavaló és ostoba gesztus              | A Futile and Stupid Gesture                 | Christopher Guest           |                  |
| 2018 |                                              | Dear Dictator                               | Dr. Charles Seaver          |                  |
| 2019 | Shazam!                                      | Shazam!                                     | barát                       |                  |
| 2019 | Godzilla II. – A szörnyek királya            | Godzilla: King of the Monsters              | pilóta                      |                  |
| 2019 |                                              | Changeland                                  | Brandon                     |                  |
| 2020 |                                              | aTypical Wednesday                          | Patrick                     |                  |
| 2021 |                                              | Black Friday                                | Dour Dennis (hangja)        |                  |
| 2022 |                                              | Weird: The Al Yankovic Story                | rádió DJ                    |                  |
| 2023 | A galaxis őrzői: 3. rész                     | Guardians of the Galaxy vol 3.              | Howard, a kacsa (hangja)    | Kassai Károly    |

### Televízió

#### Színész
| Év        | Magyar cím                         | Eredeti cím                           | Szerep                   | Megjegyzések                                                |
| --------- | ---------------------------------- | ------------------------------------- | ------------------------ | ----------------------------------------------------------- |
| 1984      |                                    | Young People's Specials               | Charlie                  | 1 epizód                                                    |
| 1985      |                                    | ABC Afterschool Special               | Tommy Sanders            | 1 epizód                                                    |
| 1985      |                                    | Tales from the Darkside               | Timmy                    | 1 epizód                                                    |
| 1986      |                                    | Amazing Stories                       | Lance                    | 1 epizód                                                    |
| 1986      |                                    | Spenser: For Hire                     | Andy Chandler            | 1 epizód                                                    |
| 1987      |                                    | The Comic Strip                       | Sherman                  | minisorozat                                                 |
| 1988      |                                    | The Facts of Life                     | Adam Brinkerhoff         | 2 epizód                                                    |
| 1989      |                                    | Free Spirit                           | Mr. Belvedere            | 2 epizód                                                    |
| 1989      |                                    | Mr. Belvedere                         | Louis                    | 1 epizód                                                    |
| 1990      |                                    | Life Goes On                          | William Butler           | 2 epizód                                                    |
| 1990      | Az                                 | It                                    | Richie Tozier fiatalon   | - minisorozat - magyar hangja: - Szuper Levente             |
| 1991      |                                    | Good & Evil                           | David                    | 6 epizód                                                    |
| 1992      |                                    | Evening Shade                         | Larry Phipps             | 1 epizód                                                    |
| 1992      |                                    | The Wonder Years                      | Jimmy Donnelly           | 2 epizód                                                    |
| 1993      | Beverly Hills 90210                | Beverly Hills, 90210                  | Wayne                    | 1 epizód                                                    |
| 1993      | X-akták                            | The X-Files                           | Emil                     | - 1 epizód - magyar hangja: - Szokol Péter                  |
| 1993      | SeaQuest DSV – A mélység birodalma | seaQuest DSV                          | Nick "Wolfman"           | 1 epizód                                                    |
| 1994      |                                    | The Byrds of Paradise                 | Harry Byrd               | 8 epizód                                                    |
| 1994      |                                    | Weird Science                         | Lubec                    | 1 epizód                                                    |
| 1995      |                                    | Haunted Lives: True Ghost Stories     | Termite                  | minisorozat                                                 |
| 1995      | Egyről a kettőre                   | Step by Step                          | Danny                    | 1 epizód                                                    |
| 1996      |                                    | Something So Right                    | Napoleon                 | 1 epizód                                                    |
| 1997      |                                    | Pearl                                 | Bob                      | 1 epizód                                                    |
| 1997      | Megőrülök érted                    | Mad About You                         | Bobby Rubenfeld          | 1 epizód                                                    |
| 1997      |                                    | The Drew Carey Show                   | The MC                   | 1 epizód                                                    |
| 1997      |                                    | Temporarily Yours                     | David Silver             | 1 epizód                                                    |
| 1997–2000 | Buffy, a vámpírok réme             | Buffy, a vámpírok réme                | Daniel "Oz" Osbourne     | - főszereplő - magyar hangja: - Molnár Levente - Előd Álmos |
| 1999      | Cybill                             | Cybill                                | Jaybo                    | 1 epizód                                                    |
| 1999      | Angel                              | Angel                                 | Daniel "Oz" Osbourne     | 1 epizód                                                    |
| 1999      | Saturday Night Live                | Saturday Night Live                   | önmaga                   | 1 epizód                                                    |
| 2000      |                                    | Tucker                                | önmaga                   | 3 epizód                                                    |
| 2000–2005 | Mad TV                             | MADtv                                 | Brightling               | 4 epizód                                                    |
| 2002      |                                    | Greg the Bunny                        | Jimmy Bender             | főszereplő                                                  |
| 2003–2004 | Azok a 70-es évek show             | That '70s Show                        | Mitch Miller             | - 5 epizód - magyar hangja: - Molnár Levente                |
| 2003      | Punk’d – SztÁruló                  | Punk’d                                | önmaga                   | 1 epizód                                                    |
| 2004      |                                    | Married to the Kellys                 | Dr. Jim Coglan           | 1 epizód                                                    |
| 2004–2007 |                                    | Crank Yankers                         | Travis, Russel és Taylor | 3 epizód                                                    |
| 2005      | Will és Grace                      | Will és Grace                         | Randall Finn             | 1 epizód                                                    |
| 2006      |                                    | Four Kings                            | Barry                    | 13 epizód                                                   |
| 2006      |                                    | The Secret Policeman's Ball           | Mt. Pink                 | különkiadás                                                 |
| 2006      |                                    | The Andy Milonakis Show               | önmaga                   | 1 epizód                                                    |
| 2006–2008 | Törtetők                           | Entourage                             | önmaga                   | 3 epizód                                                    |
| 2007      | A Grace klinika                    | Grey's Anatomy                        | Nick                     | 1 epizód                                                    |
| 2008      | Reno 911! – Zsaruk bevetésen       | Reno 911!                             | Rick                     | 1 epizód                                                    |
| 2008      | A nevem Earl                       | My Name Is Earl                       | Buddy                    | 1 epizód                                                    |
| 2008      | Hősök                              | Heroes                                | Sam                      | 2 epizód                                                    |
| 2009–2014 |                                    | WWE RAW                               | önmaga                   | műsorvezető                                                 |
| 2010      |                                    | Warren The Ape                        | önmaga                   | 1 epizód                                                    |
| 2011      |                                    | Delete                                | Lucifer                  | 2 epizód                                                    |
| 2012      | Franklin és Bash                   | Franklin & Bash                       | Jango                    | 1 epizód                                                    |
| 2012      | Így jártam anyátokkal              | How I Met Your Mother                 | Daryl LaCorte            | 1 epizód                                                    |
| 2012      |                                    | Comedy Central Roast of Roseanne Barr | önmaga                   | különkiadás                                                 |
| 2012–2013 |                                    | Holliston                             | Gustavo                  | 2 epizód                                                    |
| 2013      |                                    | Conan                                 | Conan O’Brien            | 1 epizód                                                    |
| 2013      | Négy férfi, egy eset               | Men at Work                           | hajléktalan              | 1 epizód                                                    |
| 2013      |                                    | Husbands                              | irodista                 | 1 epizód                                                    |
| 2013–2014 | Így neveld a faterod               | Dads                                  | Eli Sachs                | - főszereplő - magyar hangja: - Seszták Szabolcs            |
| 2015      | Balfékek                           | Community                             | Scrunch                  | 1 epizód                                                    |
| 2016      | Broad City                         | Broad City                            | Jared                    | 2 epizód                                                    |
| 2016      |                                    | Mary + Jane                           | Toby                     | 1 epizód                                                    |
| 2017      |                                    | Crazy Ex-Girlfriend                   | Patrick                  | 1 epizód                                                    |
| 2019      | Égessük le a legendákat!           | Historical Roasts                     | David Bowie              | 1 epizód                                                    |
| 2020      | Az újonc                           | The Rookie                            | Jordan Neil              | 1 epizód                                                    |
| 2021      |                                    | Punky Brewster                        | Evan                     | 1 epizód                                                    |

#### Szinkronszínész
| Év        | Magyar cím                            | Eredeti cím                              | Szerep                                       | Megjegyzések                                                                                          |
| --------- | ------------------------------------- | ---------------------------------------- | -------------------------------------------- | --- |
| 1992      | Batman: A rajzfilmsorozat             | Batman: The Animated Series              | Wizard                                       | - 1 epizód - magyar hangja: - Szokol Péter                                                            |
| 1999–     | Family Guy                            | Family Guy                               | Chris Griffin, Dlyan Flannigan, Neil Goldman | - főszereplő - magyar hangja: - Hamvas Dániel (Chris) - Baráth István (Dlyan) - Molnár Levente (Neil) |
| 1999–2000 | Batman of the Future                  | Batman Beyond                            | Nelson Nash / Dempsey                        | - mellékszereplő - magyar hangja: - Vári Attila - Megyeri János - Kossuth Gábor                       |
| 1999–2000 | Kutya legyek…                         | 100 Deeds for Eddie McDowd               | Eddie McDowd                                 | - főszereplő - magyar hangja: - Minárovits Péter                                                      |
| 2002      |                                       | Whatever Happened to… Robot Jones?       | több szereplő                                | 4 epizód                                                                                              |
| 2003      |                                       | Aqua Teen Hunger Force                   | önmaga                                       | 1 epizód                                                                                              |
| 2004      | Szezám utca                           | Sesame Street                            | Vinny                                        | 2 epizód                                                                                              |
| 2005–2016 | Amerikai fater                        | American Dad!                            | Etan Cohen / kamionos                        | - 4 epizód - magyar hangja: - Molnár Levente (Etan) - Schmied Zoltán (kamionos)                       |
| 2005–     | Robotcsirke                           | Robot Chicken                            | Robotcsirke                                  | főszereplő                                                                                            |
| 2006      |                                       | Ned’s Declassified School Survival Guide | kutya                                        | 1 epizód                                                                                              |
| 2009–2010 | Star Wars: A klónok háborúja          | Star Wars: The Clone Wars                | Todo 360 / Ion Papanoida                     | - 4 epizód - magyar hangja: - Kossuth Gábor (Todo) - Renácz Zoltán (Ion)                              |
| 2009      |                                       | Titan Maximum                            | Gibbs hadnagy                                | főszereplő                                                                                            |
| 2009      | A Cleveland-show                      | The Cleveland Show                       | Chris Griffin                                | - 2 epizód - magyar hangja: - Hamvas Dániel                                                           |
| 2009      |                                       | The Venture Bros.                        | Lance Hale                                   | 1 epizód                                                                                              |
| 2011–2013 |                                       | MAD                                      | több szereplő                                | 3 epizód                                                                                              |
| 2012–2014 | Phineas és Ferb                       | Phineas and Ferb                         | Monty Monogram                               | mellékszereplő                                                                                        |
| 2012      | Dan a világ ellen                     | Dan Vs.                                  | Ahkenrah                                     | 1 epizód                                                                                              |
| 2013–2015 | Hulk és a Z.Ú.Z.D.A. ügynökei         | Hulk and the Agents of S.M.A.S.H.        | Rick Jones / A-Bomb                          | - főszereplő - magyar hangja: - Czető Roland                                                          |
| 2014      | Bosszúállók újra együtt               | Avengers Assemble                        | Mordály                                      | - 1 epizód - magyar hangja: - Kálloy Molnár Péter                                                     |
| 2014–2017 | Tini Nindzsa Teknőcök                 | Teenage Mutant Ninja Turtles             | Leonardo                                     | - főszereplő - magyar hangja: - Seder Gábor                                                           |
| 2016      | Jégkorszak – Húsvéti küldetés         | Ice Age: The Great Egg-Scapade           | Nyissz                                       | - különkiadás - magyar hangja: - Seszták Szabolcs                                                     |
| 2016      | Castle                                | Castle                                   | Linus                                        | 2 epizód                                                                                              |
| 2016      | A Lármás család                       | The Loud House                           | Lármás Loki                                  | - 1 epizód - magyar hangja: - Czető Roland                                                            |
| 2016      | A Pókember elképesztő kalandjai       | Ultimate Spider-Man                      | Howard, a kacsa                              | 1 epizód                                                                                              |
| 2017      | Star Wars: Lázadók                    | Star Wars Rebels                         | Seevor kapitány                              | 1 epizód                                                                                              |
| 2017–2022 | A Simpson család                      | The Simpsons                             | Nerd / Mav Redfield                          | 2 epizód                                                                                              |
| 2018      | A galaxis őrzői                       | Guardians of the Galaxy                  | Howard, a kacsa                              | 6 epizód                                                                                              |
| 2018      |                                       | 12 oz. Mouse                             | Mouse "Fitz" Fitzgerald                      | 1 epizód                                                                                              |
| 2020      | A tini nindzsa teknőcök felemelkedése | Rise of the Teenage Mutant Ninja Turtles | Undorító Leonard                             | 1 epizód                                                                                              |
| 2020–2021 |                                       | Crossing Swords                          | Blinkerquartz                                | 18 epizód                                                                                             |
| 2021      | Star Wars: A Rossz Osztag             | Star Wars: The Bad Batch                 | Todo 360                                     | - 2 epizód - magyar hangja: - Kossuth Gábor                                                           |
| 2021–2024 | Mi lenne, ha…?                        | What If...?                              | Howard, a kacsa                              | - 4 epizód - magyar hangja: - Kassai Károly                                                           |
| 2022      | Love, Death & Robots                  | Love, Death & Robots                     | Folen közlegény                              | 1 epizód                                                                                              |
| 2022      | Stargirl                              | Stargirl                                 | Thunderbolt                                  | mellékszereplő                                                                                        |